# Nikola Pašić
Nikola P. Pašic (en serbio cirílico:Никола Пашић, pronunciado Pashich; Zaječar, 18 de diciembre de 1845–Belgrado, 10 de diciembre de 1926) fue un político y diplomático serbio y yugoslavo, y la principal figura política de Serbia durante casi 40 años, líder del Partido Radical del Pueblo, que entre sus cargos, fue en dos ocasiones alcalde de Belgrado (1890-1891 y 1897), en varias ocasiones primer ministro de Serbia (1891-1892, 1904-1905, 1906-1908, 1909-1911, 1912-1918) y primer ministro del Reino de Serbios, Croatas y Eslovenos (futura Yugoslavia, 1918, 1921-1924, 1924-1926).
Tuvo un importante papel en la política de los países balcánicos, que junto con otros líderes como Eleftherios Venizelos en Grecia o Ionel Bratianu en Rumania consiguieron fortalecer los emergentes estados nacionales de la zona contra la influencia extranjera, especialmente la de Austria-Hungría, Turquía y Rusia.

## Primeros años
Nikola Pašic nació con el nombre de Nikola Pašev en Goljam Izvor (actualmente Veliki Izvor), una aldea cerca de Zajecar, en el Principado de Serbia.

### Orígenes
Como otras importantes figuras balcánicas, el origen étnico de Pašic es discutido. Nació en una familia de emigrantes de Bulgaria. Posteriormente su madre se casó de nuevo con un panadero serbio que adoptó a Nikola y le dio su apellido Pašic. Como sus padres habían venido de Bulgaria, bajo el gobierno del Imperio otomano en la época, varios autores y fuentes búlgaras, consideran búlgaro a Nikola Pašic. Sus parientes búlgaros demostraron ser muy importantes para su supervivencia en años posteriores.

### Educación
Pašic estudió en el Zajecar Gymnasium, pero como el Gymnasium fue trasladado por razones políticas a otras ciudades, también estudió en Negotin y Kragujevac. En 1866 ingresó en la Facultad Técnica de Belgrado, donde destacó en sus estudios y en 1888 recibió una beca estatal para estudiar en la Escuela Politécnica de Zürich para especializarse. Pašic se graduó como ingeniero, pero aparte de su breve participación en la construcción del ferrocarril Viena-Budapest, nunca ejerció en ese campo.

## El Partido Radical

### Orígenes
Durante el siglo XIX existía en Suiza una colonia de estudiantes serbios que conocieron las ideas del socialismo. Estos estudiantes posteriormente se convertirían en el núcleo originario del movimiento socialista y radical de Serbia. Uno de ellos era Svetozar Markovic, que se convertiría en el principal ideólogo socialista serbio. Durante sus años de estudio en Zürich, Pašic se hizo amigo de Markovic, así como de Pera Todorovic, Pera Velimirovic, Lazar Pacu, Jovan Žujovic, Mita Rakic y otros.
A su regreso a Serbia, Pašic se distanció de Svetozar Makovic, aunque nunca discutieron y viajó a la región de la actual Bosnia-Herzegovina para apoyar el levantamiento de Nevesinjska puška contra el Imperio otomano. Los socialistas serbios comenzaron a publicar Samouprava (“gobierno del pueblo”), que posteriormente se convertiría en el boletín oficial del Partido Radical. A la muerte de Markovic en 1875, Pašic se convirtió en el líder del movimiento socialista y radical y en 1878 fue elegido en la Asamblea Nacional de Serbia, incluso antes de que el socialismo serbio creara un partido político. En 1880 hubo un cambio político sin precedentes con la formación de un club de diputados de la oposición en la asamblea. Finalmente, los diputados reunidos completaron un programa de partido en enero de 1881 y el Partido Radical, el primer partido serbio sistemáticamente organizado, fue establecido oficialmente y Pašic fue elegido por unanimidad como su primer presidente.

### La rebelión Timok
El Partido Radical y Pašic pronto consiguieron popularidad; los radicales consiguieron el 54 % de los votos en las elecciones de septiembre de 1883, mientras que el Partido Progresista, apoyado por el rey Milan Obrenovic solo consiguió el 30 %. A pesar de la clara victoria de los radicales, el monarca, que favorecía una aproximación a la política austrohúngara, desconfiaba de la simpatía prorrusa de Pašic y los radicales, por lo que convocó a Nikola Hristić para que abriera la asamblea por decreto y leyó un segundo decreto disolviéndola.
La caldeada atmósfera política empeoró por la decisión de retirar las armas a la población serbia para establecer un ejército regular y profesional. Como resultado, estallaron varios disturbios en el este de Serbia, en el valle de Timok. El rey Milan IV culpó a los radicales de la agitación y envió tropas para aplastar a los rebeldes. Pašic fue condenado a muerte in abstentia; por poco consiguió evitar el arresto huyendo a Bulgaria. Otros 21 políticos radicales fueron condenados a muerte y ejecutados, y otros 734 fueron encarcelados.
Durante los seis años siguientes, Nikola Pašic vivió con sus parientes en Bulgaria, apoyado por el Gobierno búlgaro. El apoyo oficial de Bulgaria fue una de las razones de la decisión del rey Milan de comenzar la guerra entre Serbia y Bulgaria en 1885. Tras sufrir una derrota decisiva, Milan concedió una amnistía a los políticos sentenciados por la rebelión Timok, pero no a Pašic, que permaneció en el exilio hasta la abdicación del rey en 1889. Unos pocos días después, el gobierno recién formado del Partido Radical, liderado por Sava Grujic, rehabilitó a Pašic. Ese mismo año de 1889 Pašic había visitado la capital búlgara para tratar de mejorar las relaciones serbo-búlgaras, infructuosamente.

## Alta política: 1890-1893

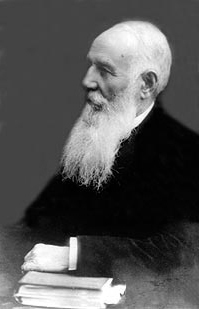
Nikola Pašic.

### Presidente de la asamblea y alcalde de Belgrado
El 13 de octubre de 1889 Nikola Pašic fue elegido presidente de la Asamblea Nacional de Serbia, un cargo que ocuparía (de jure, no de facto) hasta el 9 de enero de 1892. También fue elegido alcalde de Belgrado el 11 de enero de 1890 y mantuvo el puesto hasta el 26 de enero de 1891. Durante su presidencia de la asamblea, se votó el mayor número de leyes de la historia del parlamentarismo serbio —necesarias para desarrollar la nueva Constitución de 1888—, mientras que como alcalde de Belgrado fue responsable del empedrado de las calles de la ciudad. Fungió como presidente de la Asamblea Nacional en dos periodos más: entre el 13 de junio de 1893 y abril de 1895 (aunque desde septiembre de 1893 ocupó el cargo solo nominalmente, su diputado Dimitrije Katic actuó en su lugar) y entre el 12 de julio de 1897 y el 29 de junio de 1898; también fue elegido nuevamente alcalde de Belgrado y sirvió en el cargo del 22 de enero de 1897 al 25 de noviembre de 1897.

### Primer gobierno
Después de rechazar convertirse en el líder del Gobierno inmediatamente después de su regreso del exilio y a pesar de ser el dirigente principal del partido, Nikola Pašic fue designado primer ministro por primera vez el 23 de febrero de 1891. Sin embargo, el rey Milan IV regresó de su exilio a Serbia en mayo de 1890 y comenzó a oponerse de nuevo a Pašic y los radicales. El 16 de junio de 1892 Kosta Protic, uno de los regentes durante la minoría de edad de su hijo Alejandro I de Serbia, murió. Según la constitución, la Asamblea Nacional debía elegir un nuevo regente, pero como se encontraba en período de vacaciones, Pašic tuvo que convocar una sesión de emergencia. Jovan Ristić, otro de los regentes, temiendo que Pašic fuera elegido corregente en sustitución de Protic y debilitara su posición, se negó a validar la sesión de la asamblea y en protesta Pašic dimitió como primer ministro el 22 de agosto de 1892. Posteriormente ocupó la posición de ministro de exteriores desde el 2 de abril de 1892 y ministro de finanzas desde el 3 de noviembre de 1891.

### El golpe de Estado del rey Alejandro
Después de que el rey Alejandro se declarara mayor de edad antes del tiempo establecido y disolviera la regencia, ofreció formar gobierno al radical moderado Lazar Dokic. Aunque varios miembros del Partido Radical aceptaron participar en el nuevo Gobierno, Pašic se negó. Para excluirlo de la política serbia, el rey Alejandro nombró a Pašic enviado extraordinario en San Petersburgo, Rusia, cargo que ocupó entre 1893-1894. Desde 1897 Alejandro y su predecesor Milan gobernaban Serbia casi de forma conjunta y cada vez más autoritaria, una situación que disgustaba a Pašic. En 1898 fue encarcelado durante nueve meses porque el periódico Samouprava publicó una declaración de Pašic sobre su oposición a Milan Obrenovic. Pašic se defendió alegando que había sido malinterpretado, pero su alegación fue rechazada.

### El asesinato de Ivandan
Ðura Kneževic, un exbombero, que había sido condenado a muerte, intentó asesinar al antiguo rey Milan en junio de 1899. Esa misma noche Milan Obrenovic declaró que el Partido Radical había intentado asesinarle y que todos los líderes radicales debían ser arrestados, incluyendo a Pašic, que acababa de salir de prisión de su condena previa. Las acusaciones antirradicales de Milán carecían de respaldo e incluso el Imperio austrohúngaro, su principal aliado, admitió que no existían pruebas de que el Partido Radical estuviese involucrado en el ataque, a pesar de la insistencia de Milán en que «por lo menos» Nikola Pašic y Kosta Taušanovic debían ser condenados a muerte. Austria-Hungría temía que la ejecución de Pašic provocara la intervención de Rusia, rechazando el acuerdo entre austriacos y rusos de 1897 para mantener el statu quo en los Balcanes. Un enviado especial de Viena advirtió a Milan que Austria boicotearía a la dinastía de los Obrenovic si Pašic era ejecutado. El historiador serbio Slobodan Jovanovic afirma que el intento de asesinato de Milán fue preparado para que los Obrenovic tuvieran una excusa para deshacerse del Partido Radical.
Encarcelado e ignorando la intervención de Austria-Hungría, Pašic confesó que el Partido Radical había sido desleal a la monarquía, a propuesta de Milán que, a cambio de la confesión, se mostró dispuesto a evitar la ejecución de una docena de miembros del partido. Como consecuencia del pacto alcanzado secretamente con el ministro de Interior Ðorde Gencic, dio la impresión pública de que Pašic había cedido a las presiones y se había comportado como un cobarde, lo que perjudicó su imagen popular. Pašic fue condenado a cinco años de prisión pero se le perdonó y liberó de inmediato. Este incidente causó fricciones y conflictos dentro del Partido Radical, pues los radicales más jóvenes consideraban a Pašic un cobarde y un traidor y se escindieron del partido.
Durante el resto del gobierno del rey Alejandro I, Pašic se retiró de la política. Aunque al joven monarca le desagradaba Pašic, fue llamado a consulta a menudo pero se negó a dar su consejo e insistió en que ya no deseaba formar parte de la política serbia.

## La edad dorada de la democracia en Serbia: 1903-1914

### El asesinato real
Nikola Pašic no se encontraba entre los conspiradores que planearon el asesinato del rey Alejandro. El asesinato tuvo lugar el 11 de junio de 1903 y tanto el rey como la reina Draga Mašin murieron en el atentado, así como el primer ministro Dimitrije Cincar-Markovic y el ministro de Defensa Milovan Pavlovic. El Partido Radical no formó parte del primer gobierno tras el golpe de Estado hasta ganar las elecciones que se celebraron el 4 de octubre de 1903, permaneciendo en el poder durante los siguientes quince años. Para evitar altercados entre los radicales, Pašic no dirigió los gobiernos radicales, permitiendo que otros miembros de su partido (y en ocasiones de otros) ocuparan el cargo de primer ministro. Al principio los radicales se opusieron al nombramiento de un nuevo rey Pedro I Karadordevic, considerándolo ilegal. Pero Pašic cambió de opinión tras comprobar el apoyo popular al nuevo monarca, quien además, debido a su educación, era un monarca democrático y flexible, frente al gobierno despótico y caprichoso de los dos últimos soberanos de la dinastía Obrenovic. En las dos décadas siguientes, los principales motivos de disputa entre el rey y el primer ministro de Serbia sería el rechazo de Pašic a levantarse en presencia del monarca.
Nikola Pašic fue nombrado ministro de Asuntos Exteriores el 8 de febrero de 1904 en el Gobierno de Sava Grujić, fijando el rumbo de la política exterior serbia hasta el final de la Primera Guerra Mundial, y dirigió un gobierno Radical bajo su propia presidencia (27 de noviembrejul./ 10 de diciembre de 1904greg. -15 de mayojul./ 28 de mayo de 1905greg.), continuando también como ministro de exteriores. El gabinete, el primero de Pašic, incluía a las grandes figuras del partido, como Stojan Protić, principal propagandista del partido o Lazar Pacu, portavoz y experto financiero. El primer gobierno de Pašic se centró en su inestable alianza con los Radicales Independientes y en el logro de un crédito internacional para construir ferrocarriles y modernizar el Ejército, que dio lugar a grandes discusiones parlamentarias. Precisamente el rechazo de un préstamo francés suscrito por el ministro de Finanzas Pacu y la imposibilidad de convencer al rey de disolver el parlamento y convocar elecciones llevaron a la dimisión de Pašic en la primavera de 1904.
En los diez años siguientes bajo el liderazgo de Pašic y del Partido Radical (especialmente con Lazar Pacu como primer ministro), Serbia se convirtió en un estado próspero y muchos historiadores serbios llaman a este período la edad dorada de la Serbia moderna. El país se convirtió en una democracia europea y experimentó un intenso crecimiento económico y financiero. La influencia política serbia también se fortaleció, provocando constantes problemas con Austria-Hungría, que durante este período llegó a elaborar planes para convertir Serbia en una de las provincias del Imperio Austrohúngaro (Ya en 1879 el canciller alemán Otto von Bismarck había dicho que Serbia era un obstáculo en el desarrollo y expansión de Austria).

### La “guerra de las aduanas” de Austria-Hungría
La fricción entre Serbia y el Imperio Austrohúngaro se debía en gran parte a la presencia de los serbios que vivían en el territorio de Bosnia-Herzegovina, que oficialmente todavía formaban parte del Imperio Otomano, pero la zona había sido ocupada por Austria-Hungría desde 1878 y provocaba problemas a las exportaciones serbias, que atravesaban principalmente territorio del Imperio Austrohúngaro. Hubo varias provocaciones latentes, pero sin resultados. Finalmente Austria-Hungría declaró la “guerra de las aduanas” a Serbia en 1906 (En Serbia fue conocida como “la guerra de los cerdos”). El motivo fue la presión del gobierno austriaco que exigió a su homólogo serbio que importara todos sus suministros a empresas austriacas, desde sal a cañones. Pašic (que había formado un nuevo gobierno el 30 de abril de 1906) contestó que él lo haría personalmente, pero que la asamblea serbia estaba en contra y eso era lo que contaba en un país democrático. Austria cerró sus fronteras, lo que al principio causó graves problemas a la economía de Serbia, pero posteriormente se recuperó gracias a la estrategia de Pašic de buscar nuevos inversores en otros países europeos. Obligó a los conspiradores del golpe de Estado de 1903 a retirarse del gobierno, la condición que el Reino Unido había impuesto para restablecer conexiones diplomáticas, adquirió cañones a Francia, etc. En medio de la guerra de las aduanas, el Imperio Austrohúngaro se anexionó oficialmente Bosnia y Herzegovina en 1908, lo que provocó grandes protestas en Serbia e inestabilidad política, pero Pašic consiguió tranquilizar la situación. Durante este período, Rusia, el principal aliado de Serbia, no resultó de mucho ayuda, pues acaba de ser derrotado recientemente por Japón en la guerra ruso-japonesa de 1905 y se enfrentaba a una inestable situación política.

### Segundo gabinete
El 17 de abril de 1906 el Pašic formó su segundo gabinete, tomando a la vez la cartera de Exteriores. El rey permitió a Pašic convocar elecciones y retirar de los puestos destacados a los principales involucrados en el Asesinato de Alejandro I de Serbia, como exigían algunas potencias para normalizar las relaciones diplomáticas con Serbia. Pašic logró una amplia victoria electoral gracias al descalabro de los Radicales Independientes y se mantuvo al frente del gobierno hasta el 7 de junio de 1908. Este gobierno se caracterizó por las malas relaciones con Austria-Hungría y su enfrentamiento con los Radicales Independientes. Logró, sin embargo, restablecer las relaciones diplomáticas con Gran Bretaña y obtener finalmente el crédito internacional para abastecer al país de artillería moderna y ferrocarriles. El propio Pašic concentró su actividad en la política internacional. La política interna quedó en manos de Stojan Protić, que hubo de abandonar el gabinete en la primavera de 1907 para aplacar a la oposición.
La rivalidad con el Imperio Austrohúngaro llevó a Pašic a defender el rearme y el intento de independizarse de la dominación comercial austrohúngara. Mientras, las relaciones con Montenegro y Bulgaria eran tensas por la rivalidad en Macedonia. Durante la Crisis bosnia de 1908, sin embargo, la rivalidad serbo-montenegrina quedó temporalmente aparcada: ambos países se opusieron a la anexión de la provincia a Austria-Hungría. Ese año se sucedieron los roces con el Imperio: en enero los austrohúngaros indicaron su intención de construir un ferrocarril en el Sandžak hacia Salónica, lo que hubiese aislado aún más a Serbia. En abril hubo otro conflicto diplomático sobre los libros de texto de ambos países y la visión que cada uno daba del otro.
En marzo Pašic, presionado por la oposición que deseaba estabilizar las relaciones comerciales con el Imperio Austrohúngaro, reorganizó el gabinete y en mayo celebró elecciones, que ganó, pero perdiendo apoyos. Ante la pérdida de respaldo, el crecimiento de los partidos austrófilos, la obstrucción parlamentaria de los Radicales Independientes y el cansancio de los años de intensa actividad política Pašic decidió dimitir el 4 de junio de 1908. Permaneció, no obstante, activo en política, pasando a controlar más firmemente el partido. Su retirada temporal del Gobierno facilitó los acuerdos con la oposición y varios asuntos empantanados largamente pudieron finalmente resolverse (acuerdo comercial con Austria-Hungría, aprobación del presupuesto).

### Las guerras de los Balcanes
Nikola Pašic formó dos gobiernos más: (24 de octubre de 1909-4 de julio de 1911 y 12 de septiembre de 1912). Fue uno de los principales partidarios de formar la Liga balcánica, lo que posteriormente provocó el estallido de la primera guerra balcánica (1912-1913) y la segunda guerra balcánica (1913) que permitieron a Serbia casi duplicar sus territorios con lo que durante la época se consideraba la “Vieja Serbia” (Kosovo, Metohija y Macedonia), conquistados a los otomanos tras cinco siglos.
Pašic tuvo varios enfrentamientos con algunas facciones militares sobre la administración de los nuevos territorios.. Creía que la zona debía incluirse en el sistema político y administrativo serbio mediante elecciones democráticas, mientras que el ejército quería mantener esas zonas bajo ocupación militar. Después de un año de tensiones, Pašic retiró al administrador militar de la Vieja Serbia —miembro de la Mano Negra—, disolvió el Parlamento (10 de junio de 1914) y preparó elecciones para agosto, pero el estallido de la Primera Guerra Mundial lo evitó.

### El estallido de la Gran Guerra
Tras el atentado de Sarajevo del 28 de junio de 1914, cuando los miembros de la organización terrorista-revolucionaria Joven Bosnia de origen serbio asesinaron al heredero del Imperio Austrohúngaro, el archiduque Francisco Fernando de Austria, el gobierno austriaco de inmediato acusó al gobierno serbio de estar detrás del asesinato. Actualmente el consenso histórico es que el gobierno serbio no lo organizó, pero las diversas opiniones de hasta qué punto Nikola Pašic conocía los planes para el asesinato todavía constituyen un tema controvertido y existe muchas posiciones al respecto: que Pašic no sabía nada (Corovic); que Pašic sabía que “algo” iba a ocurrir y que Austria iba a atacar Serbia (Dragnic); que Pašic conocía los planes pero como los asesinos estaban conectados con importantes miembros de los servicios secretos de Serbia tenía miedo de intervenir personalmente así que advirtió a Viena (Balfour).
En julio Austria presentó un ultimátum al gobierno de Serbia, escrito conjuntamente con los enviados de los embajadores alemanes en un tono que los serbios no aceptaron. Después de intensas consultas diplomáticas y una gran presión desde el exterior para que aceptara el ultimátum, Pašic le dijo al embajador austriaco Gies (que ya había preparado las maletas) que Serbia aceptaba todas las demandas del ultimátum salvo que la policía austriaca tuviera permiso para moverse libremente por Serbia y realizar sus investigaciones de forma exclusiva. Utilizando el asesinato del Archiduque y la negativa serbia a esta demanda como pretexto, Austria-Hungría declaró la guerra a Serbia el 28 de julio de 1914, comenzando la Primera Guerra Mundial.

## La Primera Guerra Mundial y Yugoslavia

### Gloria, derrota y el estado de los eslavos del sur
La derrota de Serbia se consideró inminente frente a la fuerza de Austria-Hungría. Sin embargo, tras una serie de batallas en 1914-1915 (batalla de Cer, batalla de Kolubara, pérdida y reconquista de Belgrado, contraofensiva serbia con ocupación de algunos territorios austriacos en Sirmia y el este de Bosnia), el ejército austriaco se vio obligado a retroceder.
El 5 de julio de 1915 la situación cambió cuando el anciano rey Pedro I de Serbia abdicó sus poderes en su heredero Alejandro, convirtiéndolo en su regente. Al contrario que Pedro, Alejandro no era un individuo democrático, sino que tenía una tendencia dictatorial y personalmente le disgustaba Pašic y sus discursos sobre la democracia. Pronto comenzó un conflicto entre la monarquía y el gobierno, cuando Serbia propuso el Pacto de Londres, por el que se suponía que Serbia se anexionaría la mayoría de los territorios de etnia serbia al oeste, incluyendo una parte de la costa adriática y algunos territorios albaneses en el norte de Albania. A cambio se suponía que Serbia cedería territorios en Macedonia a Bulgaria a condición de que participara en la guerra en el bando de la Triple Entente. Tanto Pašic como el regente Alejandro estaban en contra de este acuerdo, que consideraban era una traición al sacrificio de croatas, eslovenos y serbios en las guerras balcánicas, pues las negociaciones para crear un futuro estado para los eslavos del sur ya habían comenzado. Sin embargo, personalmente Pašic y el rey Pedro I no eran tan partidarios de la idea de una Yugoslavia como el regente Alejandro, que deseaba crear un estado tan extenso como fuera posible. Serbia rechazó el pacto y se enfrentó a Austria-Hungría, Alemania y Bulgaria. El gobierno y el ejército serbios se retiraron al sur en dirección a Grecia, pero fueron bloqueados por fuerzas búlgaras y tuvieron que atravesar Albania hasta llegar a la isla griega de Corfú, donde firmaron la Declaración de Corfú de 1917, preparando el terreno para el futuro estado de Yugoslavia.

### Creación de Yugoslavia
El reino de los serbios, croatas y eslovenos fue proclamado oficialmente el 1 de diciembre de 1918 y como primer ministro de Serbia en la época, Nikola Pašic también fue considerado de facto primer ministro del nuevo estado. El acuerdo político alcanzado establecía que Pašic continuaría como primer ministro cuando se formara el primer gobierno del nuevo estado, pero como resultado de su desagrado personal por Pašic, el regente Alejandro nombró a Stojan Protic para que formara el nuevo gobierno el 20 de diciembre de 1918.
A pesar de ser retirado del gobierno, al ser el más experimentado de todos los políticos, Nikola Pašic fue el principal negociador del nuevo estado en la Conferencia de París de 1919. Para procurar que la agenda maximalista del regente no se enfrentara a los intereses nacionales de otros países, consiguió asegurar las fronteras con Albania y Bulgaria, pero fracasó en la anexión de Fiume (que se convirtió en estado independiente) y la mayor parte de Carintia (que siguió formando parte de Austria).
Las elecciones celebradas el 28 de noviembre de 1920 convirtieron al Partido Radical en el segundo más fuerte del país, con un escaño menos que el Partido Demócrata Yugoslavo (91 a 92, respectivamente, de los 419 escaños del parlamento). Sin embargo, Pašic consiguió formar una coalición con otros partidos y se convirtió de nuevo en primer ministro el 1 de enero de 1921.

### La Constitución de Vidovdan
Tan pronto como comenzaron las conversaciones para la creación de la constitución del nuevo estado, surgieron dos facciones diametralmente opuestas, representadas por serbios y croatas. Tanto Nikola Pašic como el regente Alejandro quería un estado unitario, aunque por diferentes razones. Pašic consideraba que los serbios podían quedar en minoría en el nuevo estado y que una entidad tan desconsolidada y heterogénea se desharía si tuviera una estructura federal, mientras que al regente simplemente no le gustaba tener que compartir el poder con otros grupos políticos nuevos. Stjepan Radić, el líder político croata, que no ocultaba sus intenciones de que el estado conjunto serbo-croata fuese solo una solución temporal en el camino hacia la independencia de Croacia, apoyaba una república federal. Como Pašic tenía mayoría en la asamblea, la nueva constitución fue proclamada el día de San Vito en Vidovdan (28 de junio de 1921), organizando el reino de serbios, croatas y eslovenos como una monarquía parlamentaria unitaria, disolviendo la autonomía que habían tenido Eslovenia, Croacia, Dalmacia, Montenegro, Bosnia-Herzegovina y Voivodina antes de la creación del nuevo estado. Pašić logró la aprobación de la constitución gracias a su alianza con los Demócratas de Svetozar Pribićević y Ljubomir Davidović, la "compra" de los diputados musulmanes bosnios con la concesión de generosas compensaciones por las expropiaciones de las haciendas de sus terratenientes para la próxima reforma agraria y de algunos diputados agrarios eslovenos que consiguieron prestigiosos nombramientos en el extranjero, y por el boicot de los diputados de Radić. Los 223 votos a favor, frente a los 35 contrarios y 161 abstenciones, representaban menos del 50% del voto a la asamblea constituyente, aunque suponían una mayoría de la cámara.

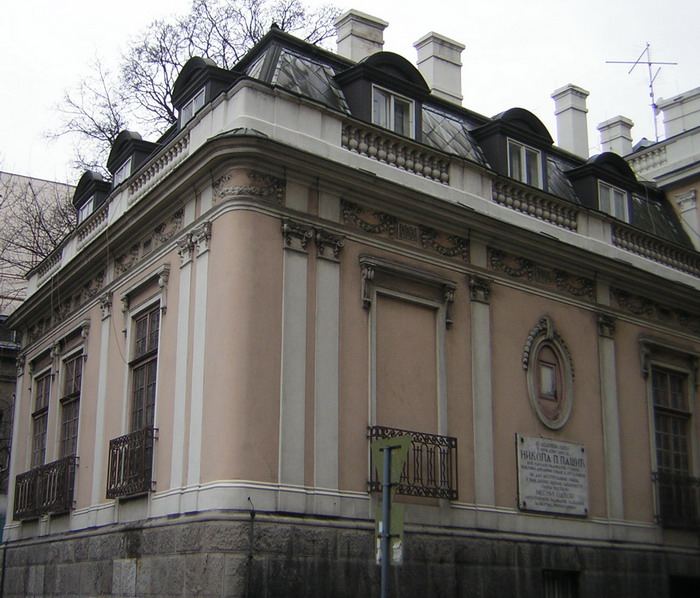
Mansión en la que murió Nikola Pašić.

A principios de la década de 1920, el gobierno de Nikola Pašic utilizó la presión policial sobre los votantes y minorías étnicas, confiscando la propaganda de la oposición. y otras medidas para amañar las elecciones y controlar la oposición, formada principalmente por los partidos autonomistas croatas, en minoría en el parlamento yugoslavo. Pašic creía que Yugoslavia debía ser un país tan centralizado como fuera posible, creando en lugar de distintos gobiernos e identidades regionales un concepto nacional en torno a la Gran Serbia con el poder político concentrado en el gobierno de Belgrado.
Pašic continuó como primer ministro hasta el 8 de abril de 1926, con un breve interludio de unos meses en 1924, cuando el gobierno fue dirigido por Ljubomir Davidović. Aunque en principio renunció temporalmente a su posición, que fue ocupada por su compañero radical Nikola Uzunovic, Alejandro, ahora rey de Yugoslavia se negó a readmitir en el gobierno a Nikola Pašic, utilizando como pretexto varios escándalos de su hijo Rade. Unos días después, el 10 de diciembre de 1926, Pašic sufría un ataque al corazón y moría en Belgrado. Fue enterrado en el Cementerio Nuevo de Belgrado.
Una de las plazas del centro de Belgrado fue bautizada con su nombre (Trg Nikole Pašica). Durante el régimen comunista fue rebautizada como plaza de Karl Marx y Friedrich Engels, y recuperó su nombre inicial tras la caída del comunismo. En la plaza se alza una estatua de bronce de 4.2 m de altura, contemplando el edificio del parlamento.

## Críticas
Nikola Pašic fue muy criticado por los comunistas yugoslavos, ya que les impidió participar en la vida política tras las elecciones de 1920, lo que provocó varios ataques terroristas contra los funcionarios yugoslavos por parte de los comunistas. En consecuencia, el Partido Comunista Yugoslavo fue proclamado oficialmente una organización criminal el 21 de agosto de 1921.
Durante sus últimos años en el gobierno también fue acusado de utilizar la presión policial y administrativa sobre los votantes y minorías étnicas, confiscando la propaganda de la oposición, para mantener a los separatistas croatas en minoría en el parlamento yugoslavo.
Después de 1945, cuando los comunistas tomaron el poder en Yugoslavia, las nuevas autoridades condenaron su memoria y fue considerado un líder de la “gran dictadura serbia”, ignorando su contribución a la construcción de la Serbia moderna. Esta misma retórica todavía es utilizada actualmente por los críticos croatas. Nikola Pašic también es atacado a menudo debido a su diseño de la composición unitaria del Reino de Yugoslavia, y de su opinión de que los serbios, al ser la mayoría étnica del nuevo estado, deberían siempre ocupar la posición de liderazgo (exceptuando al esloveno Anton Korošec, que gobernó entre 1928-1929, todos los primeros ministros yugoslavos entre 1918-1941 fueron serbios). Al oponerse a un estado federal de los eslavos del sur desde el principio, ha sido acusado de favorecer el ideal de la Gran Serbia, así como el concepto nacional del poder concentrado en el gobierno de Belgrado. El teórico comunista croata Otokar Keršovani acuñó la siguiente frase sobre Nikola Pašic: Su nombre pasará a la historia debido más a su conexión con los acontecimientos históricos que a los acontecimientos históricos conectados a su nombre, que fue muy utilizada y citada durante el régimen comunista-dictatorial de 1945-1991.
Desde el lado serbio, su figura también ha recibido críticas. Su compañero de partido Pera Todorovic escribió que Pašic era torpe e indeciso. El historiador Vladimir Corovic escribió que Pašic carecía de coraje, mientras que el doctor suizo y benefactor serbio Archibald Reiss criticó su debilidad por dejarse manipular por su hijo Rade.

## Vida privada

### Matrimonio
Nikola Pašic se casó con Ðurdina Dukovic, hija de un enriquecido comerciante de cereales serbio de Trieste, Italia. Se casaron en la iglesia ortodoxa rusa de Florencia para evitar la concentración de la numerosa colonia serbia de Trieste y tuvieron tres hijos: su hijo Radomir-Rade y sus hijas Dara y Pava.
Rade, un vividor que participó en muchos escándalos de corrupción, fue una constante vergüenza para Nikola Pašic. Rade tuvo dos hijos, Vladislav, un arquitecto (murió en 1980 en Ginebra, Suiza) y Nikola II, un licenciado en leyes en Oxford (nacido en 1918), que reside en Toronto, Canadá, donde ha fundado la Academia Nacional Serbia.
Nikola Pašic a menudo ha sido acusado de casarse por dinero. Cuando murió Archibald Reiss escribió: Mirad, el hijo de la tierra y de campesinos pobres ha dejado una de las mayores fortunas del país…podría decirse que su mujer le dio una buena dote. ¿Pero qué es esa dote comparada con lo que ha dejado al morir? Migajas y nada más.
| Predecesor: Sava Grujić                                                               | 9° presidente del Ministerio del Reino de Serbia 23 de febrero de 1891-22 de agosto de 1892 | Sucesor: Jovan Avakumović                                                          |
| Predecesor: Sava Grujić Stojan Novaković Marko Trifković                              | 3°, 6°, 9° y 12° presidente del Consejo Ministerial del Reino de Serbia 10 de diciembre de 1904-28 de mayo de 1905 29 de abril de 1906-10 de julio ds 1908 24 de octubre de 1909-4 de julio de 1911 12 de septiembre de 1912-1 de diciembre de 1918                                                   | Sucesor: Ljubomir Stojanović Petar Velimirović Milovan Milovanović cargo suprimido |
| Predecesor: nueva creación Milenko Vesnić Ljubomir Davidović                          | 1°, 4° y 6° primer ministro del Reino de los Serbios, Croatas y Eslovenos 1 de diciembre-20 de diciembre de 1918 1 de enero de 1921-28 de julio de 1924 6 de noviembre de 1924-8 de abril de 1926 | Sucesor: Stojan Protić Ljubomir Davidović Nikola Uzunović                          |
| Predecesor: Živko Karabiberović Nikola Stevanović                                     | 23° y 29° alcalde de Belgrado 30 de diciembre de 1889-14 de enero de 1891 10 de enero-13 de noviembre de 1897 | Sucesor: Milovan Malinković Nikola Stevanović                                      |
| Predecesor: Dušan Stefanović                                                          | 44° ministro del Ejército del Reino de Serbia (interino) 22 de noviembre-14 de diciembre de 1914 | Sucesor: Radovije Bojović                                                          |
| Predecesor: Mihailo Kr. Đorđević Andra Nikolić Vasilije Antonić Jovan Jovanović Pižon | 10°, 27°, 30° y 33° ministro de Asuntos Exteriores del Reino de Serbia 21 de marzo-21 de agosto de 1892 8 de febrero de 1904-29 de mayo de 1905 30 de abril de 1906-20 de julio de 1908 12 de agosto de 1912-23 de marzo de 1918                                                                      | Sucesor: Jovan Avakumović Jovan Žujović Milovan Milovanović Mihailo Gavrilović     |
| Predecesor: Kosta Taušanović Živan Živanović Milutin Garašanin                        | 11°, 15°, 18° presidente de la Asamblea Nacional del Reino de Serbia 1° mandato 1 de octubre de 1889-18 de abril de 1890 1 de noviembre de 1890-11 de febrero de 1891 2° mandato 1 de junio-9 de agosto de 1893 1 de noviembre de 1893-12 de enero de 1894 3° mandato 29 de junio-12 de julio de 1897 | Sucesor: Dimitrije Katić Svetomir Nikolajević Sima Nestorović                      |
| Predecesor: {{{predecesor8}}}                                                         | Líder del Partido Popular Radical 8 de enero de 1881-10 de diciembre de 1926 Junto con Sava Grujić, Stojan Protić y Aca Stanojević | Sucesor: Aca Stanojević                                                            |